# Colle d’Anchise
Colle d’Anchise – miejscowość i gmina we Włoszech, w regionie Molise, w prowincji Campobasso.
Według danych na rok 2004 gminę zamieszkiwało 818 osób, 54,5 os./km².